# Вятчинский сельсовет
Вятчинский сельсовет — упразднённая административно-территориальная единица, входившая в Юрлинский район Пермской области. В 2006 году сельсовет был упразднён, и его территория вошла в состав новообразованного Юрлинского сельского поселения.

## Состав сельского поселения
В 1926 году в состав сельсовета входили следующие населённые пункты:
- Васькина (Мырзина), д.
- Вятчина (Парма, Маркиева), д.
- Жинянова, д.
- Ключи (Зяблуха), выс.
- Кокуй, д.
- Конина, д.
- Полухина, д.
- Романовка (Николята), д.
- Сенюшова, д.
- Тарасиха (Бурушата), д.
- Тюленева, д.
- Щеколова, д.[1]